# Donald Broadbent

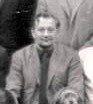
Donald Broadbent

Donald Eric Broadbent (* 6. Mai 1926 in Birmingham; † 10. April 1993 in Oxford) war ein britischer Psychologe. Er wird als 54.-meistzitierter Psychologe im 20. Jahrhundert geführt, einer der wenigen Nichtamerikaner.

## Leben
Nach dem Studium an der University of Cambridge wurde er dort 1958 Direktor der Applied Psychology Research Unit in der Nachfolge von Frederic Bartlett. Er nutzte als einer der ersten Computer im Übergang zur Kognitionspsychologie. Sein bekanntestes Buch ist Perception and Communication (1958). 1971 wurde Broadbent als ausländisches Mitglied in die US-amerikanische National Academy of Sciences gewählt und 1974 Fellow des Wolfson College an der Oxford University.
Broadbent beschäftigte sich vor allem mit Aufmerksamkeit und Gedächtnis.

## Werk
Bedeutung erlangte insbesondere seine Filtertheorie der Aufmerksamkeit (1958), in welcher er einen frühen Engpass (bottle-neck) in einem streng seriell arbeitenden, kapazitätslimitierten Verarbeitungssystem (limited-capacity-channel) postuliert. Auf Basis physikalischer Reizmerkmale wird selektiert, welche Stimuli, die simultan einen sensorischen Speicher erreichen, der weiteren Verarbeitung zugänglich gemacht werden. Die Weiterleitung erfolgt nach dem Alles-oder-nichts-Prinzip. Nicht verarbeitete Reize verbleiben für eventuelle spätere Zugriffe für eine gewisse Zeit im sensorischen Speicher. Dabei stützte sich Broadbent auf das Konzept der Psychologischen Refraktärperiode von Welford (1952).
Aufgrund einiger Erklärungslücken entwickelten andere Forscher, wie Anne Treisman (Attenuationstheorie) oder Diana Deutsch (Theorie der späten Selektion), aufbauend auf Broadbents Überlegungen, alternative Modelle der Reizselektion und Aufmerksamkeitsallokation. Seine Theorie kann jedoch als grundlegend für alle späteren gesehen werden.
In den 1970er Jahren befasste er sich auch mit Fragen des offenen Problemlösens am Beispiel von Transportaufgaben. Daneben engagierte er sich auch bei der Lösung praktischer Probleme, wie etwa der ergonomischen Gestaltung der Flugzeugsteuerung oder der Selektion von Flugpersonal. Letzteres stimulierte sein Interesse an Fragen der Mehrfachstimulation und der Mehrfachtätigkeit. In seinen letzten Jahren führte das zu Arbeiten über die menschliche Steuerung komplexer dynamischer Systeme.
Siehe auch:
- Attentional blink
- Theory of Visual Attention
- Filtertheorie der Aufmerksamkeit

## Werke
- Perception and communication. Originalausg., Pergamon Press, Oxford u. a. 1958, ISBN 0-08-009090-7; 3. Aufl., Nachdruck, Pergamon Press, Oxford u. a. 1969, ISBN = wie vor. (jeweils engl.)
- Decision and stress. Originalausg., Academic Press, London u. a. 1971, ISBN 0-12-135550-0; 3. Aufl., Nachdruck, Academic Press, London u. a. 1985; ISBN = wie vor. (jeweils engl.)
- In defence of empirical psychology. Originalausg., Methuen young books, London 1973 (= Methuen’s manuals of modern psychology), ISBN 0-416-76780-X. (engl.)

## Einzelbelege
1. ↑  Lawrence Weiskrantz: Donald Eric Broadbent, 6 May 1926 - 10 April 1993. In: Biographical Memoirs of Fellows of the Royal Society. Band 40, November 1994, ISSN 0080-4606, S. 31–42, doi:10.1098/rsbm.1994.0027 (royalsocietypublishing.org [abgerufen am 2. Januar 2022]).
2. ↑  Steven J. Haggbloom, Renee Warnick, Jason E. Warnick, Vinessa K. Jones, Gary L. Yarbrough: The 100 Most Eminent Psychologists of the 20th Century. In: Review of General Psychology. Band 6, Nr. 2, Juni 2002, ISSN 1089-2680, S. 139–152, doi:10.1037/1089-2680.6.2.139 (sagepub.com [abgerufen am 2. Januar 2022]).
3. ↑  ANNE. M. TREISMAN: SELECTIVE ATTENTION IN MAN. In: British Medical Bulletin. Band 20, Nr. 1, Januar 1964, ISSN 1471-8391, S. 12–16, doi:10.1093/oxfordjournals.bmb.a070274.
4. ↑  J. A. Deutsch, D. Deutsch: Attention: Some theoretical considerations. In: Psychological Review. Band 70, Nr. 1, Januar 1963, ISSN 1939-1471, S. 80–90, doi:10.1037/h0039515.
5. ↑  Donald E. Broadbent: Levels, Hierarchies, and the Locus of Control. In: Quarterly Journal of Experimental Psychology. Band 29, Nr. 2, Mai 1977, ISSN 0033-555X, S. 181–201, doi:10.1080/14640747708400596 (sagepub.com [abgerufen am 2. Januar 2022]).

| Personendaten    | Personendaten                               |
| ---------------- | ------------------------------------------- |
| NAME             | Broadbent, Donald                           |
| ALTERNATIVNAMEN  | Broadbent, Donald Eric (vollständiger Name) |
| KURZBESCHREIBUNG | britischer Psychologe                       |
| GEBURTSDATUM     | 6. Mai 1926                                 |
| GEBURTSORT       | Birmingham                                  |
| STERBEDATUM      | 10. April 1993                              |
| STERBEORT        | Oxford                                      |